# Porina
Porina Ach. (przewiertnica) – rodzaj grzybów z rodziny Porinaceae. Ze względu na współżycie z glonami zaliczany jest do grupy porostów.

## Systematyka i nazewnictwo
Pozycja w klasyfikacji według Index Fungorum: Porinaceae, Ostropales, Ostropomycetidae, Lecanoromycetes, Pezizomycotina, Ascomycota, Fungi.
Nazwa polska według W. Fałtynowicza.

## Gatunki występujące w Polsce
- Porina aenea (Wallr.) Zahlbr. 1922 – przewiertnica grabowa, opryszczka grabowa
- Porina byssophila (Körb. ex Hepp) Zahlbr. 1903 – przewiertnica jedwabista, opryszczka jedwabista
- Porina chlorotica (Ach.) Müll. Arg. 1884[3] – przewiertnica zielona, opryszczka zielona
- Porina grandis (Körb.) Zahlbr. 1922 – przewiertnica większa, opryszczka większa
- Porina guentheri (Flot.) Zahlbr. 1922[4] – przewiertnica Guenthera, opryszczka Guenthera
- Porina lectissima (Fr.) Zahlbr. 1922 – przewiertnica biała
- Porina leptalea (Durieu & Mont.) A.L. Sm. 1911 – przewiertnica cienka
- Porina mammillosa (Th. Fr.) Zahlbr. 1922 – przewiertnica brodawkowata
- Porina sudetica (Körb.) Lettau 1912 – przewiertnica sudecka

Nazwy naukowe na podstawie Index Fungorum. Nazwy polskie według W. Fałtynowicza.